# 哈康二世
哈康二世·西居爾松（1147年—1162年7月7日），被稱為“（寬膊的）哈康二世”，在挪威內戰時期曾成為國王（1157年－1162年）。

## 生平
哈康二世的綽號Herdebrei意味他是肩膊寬闊。他是西居爾二世的私生子，於1157年被任命為他的伯父埃斯泰因二世的承繼人，埃斯泰因二世曾與他的弟弟英格一世和西居爾二世一起擔任挪威的共同統治者。在埃斯泰因二世和西居爾二世被殺後，英格一世成為挪威的唯一統治者。
西居爾二世和埃斯泰因二世之前的支持者團結起來支持哈康二世，在西居爾·哈維松領導下在海德馬克重新與英格一世作戰。1161年2月3日，英格一世在奧斯陸附近與哈康二世的軍隊戰鬥，因為他的下屬戈德雷德·奧拉夫松帶頭叛變而被擊敗及被殺。
但是哈康二世於1162年7月7日在距離羅姆河谷Veøya市集不遠的塞肯戰役中喪生。在英格一世敗亡後，他的支持者團結起來都改為支持厄爾林·斯卡克和他的兒子馬格努斯·埃林森。哈康二世逝世後，馬格努斯·埃林森繼承王位，是為“馬格努斯五世”。

## 歷史背景
挪威的內戰時期延續了110年。內戰始於1130年，當挪威國王西居爾一世逝世後，並於1240年斯卡勒·巴爾德森公爵逝世而結束。在此期間，有幾個不同規模和強度的互相連鎖衝突。這些衝突的背景是由於不明確的挪威繼承法，社會條件以及教會與國王之間的鬥爭而成。有兩個主要政黨，首先以不同的名字或根本沒有名字，但最終以Bagler和Birkebeiner兩派為名。其中一派會因為出現一位王子，或者是因為他們的追隨者聲稱自己是國王的私生子而集結，令現任的國王地位不穩，以反對國王統治而打擊敵對派系。

## 其他參考書目
- 克拉克·克拉格（英语：Claus Krag） Norges historie fram til 1319 (Oslo, 2000)

| 哈康二世·西居爾松吉勒王朝金髮王朝的分支出生于：1147年逝世於：1157年 | 哈康二世·西居爾松吉勒王朝金髮王朝的分支出生于：1147年逝世於：1157年                        | 哈康二世·西居爾松吉勒王朝金髮王朝的分支出生于：1147年逝世於：1157年 |
| 統治者頭銜                                                          | 統治者頭銜                                                                                 | 統治者頭銜                                                          |
| ------------------------------------------------------------------- | ------------------------------------------------------------------------------------------ | ------------------------------------------------------------------- |
| 前任者： 英格一世及埃斯泰因二世                                     | 挪威國王 1157年–1162年 與英格一世同時在任 （1157年–1161年） 馬格努斯五世 （1161年–1162年） | 繼任者： 馬格努斯五世                                               |